# Jingxiang li
 (décembre 2022).
Jingxiang LI, née en 1984 en Chine dans un petit village de la province Hebei, est une réalisatrice chinoise.

## Biographie
En 2006, elle a obtenu son diplôme de l'Académie centrale de théâtre en interprétation dramatique. Elle a travaillé dans l'industrie du cinéma pendant deux ans, avant de décider d'étudier le cinéma à l'étranger. D'abord à Paris, à l'ESEC et à l'université Paris VIII, puis à l'université de Montréal et à l'université Concordia au Canada, où elle a obtenu deux maîtrises. Elle a travaillé sur plusieurs films français et chinois en France et aux États-Unis et en 2015 a fait partie de l'équipe organisatrice du XIIe Festival du film français en Chine.

## Spring Sparrow
Elle a présenté son premier film en tant que réalisatrice en 2019, Spring Sparrow (春天的麻雀), un film qui raconte le voyage d'un village à la capitale, Pékin, dans les années 1980 du XXe siècle. Elle raconte sa propre histoire familiale dans le film. Elle a commencé à préparer le scénario à Paris avec l'influence du cinéma européen et en particulier du naturalisme d'Eric Rohmer, et pour le montage, du cinéma japonais. En 2021, elle a présenté son court métrage Jiangjun Guan (Chine-France, 2021), une histoire dédiée à une famille chinoise travaillant dans l'art de la porcelaine.